# Åsmyrtjärnen, Lappland
Åsmyrtjärnen är en sjö i Vilhelmina kommun i Lappland och ingår i Öreälvens huvudavrinningsområde. Sjön har en area på 0,119 kvadratkilometer och ligger 552 meter över havet. Åsmyrtjärnen ligger i Gransjömyrarna Natura 2000-område.

## Delavrinningsområde
Åsmyrtjärnen ingår i det delavrinningsområde (716809-158555) som SMHI kallar för Utloppet av Stor-Arasjön. Medelhöjden är 567 meter över havet och ytan är 33,78 kvadratkilometer. Det finns inga avrinningsområden uppströms utan avrinningsområdet är högsta punkten. Granån (Norrån) som avvattnar avrinningsområdet har biflödesordning 2, vilket innebär att vattnet flödar genom totalt 2 vattendrag innan det når havet efter 232 kilometer. Avrinningsområdet består mestadels av skog (55 procent) och sankmarker (23 procent). Avrinningsområdet har 7,24 kvadratkilometer vattenytor vilket ger det en sjöprocent på 21,4 procent.